# Ягыб
Ягыб (коми Ягыб) — деревня в Сысольском районе Республики Коми. Входит в состав сельского поселения Куратово.

## География
Деревня находится на расстоянии 25 км к юго-западу от села Визинга, административного центра района.

### Часовой пояс
Деревня Ягыб, как и вся Республика Коми, находится в часовой зоне МСК (московское время). Смещение применяемого времени относительно UTC составляет +3:00.

## История
Деревня впервые упоминается в 1586 году.

## Население
| 2010 |
| ---- |
| 15   |

### Национальный состав
Согласно результатам переписи 2002 года, в национальной структуре населения коми составляли 100 % из 29 чел.